# Tsou

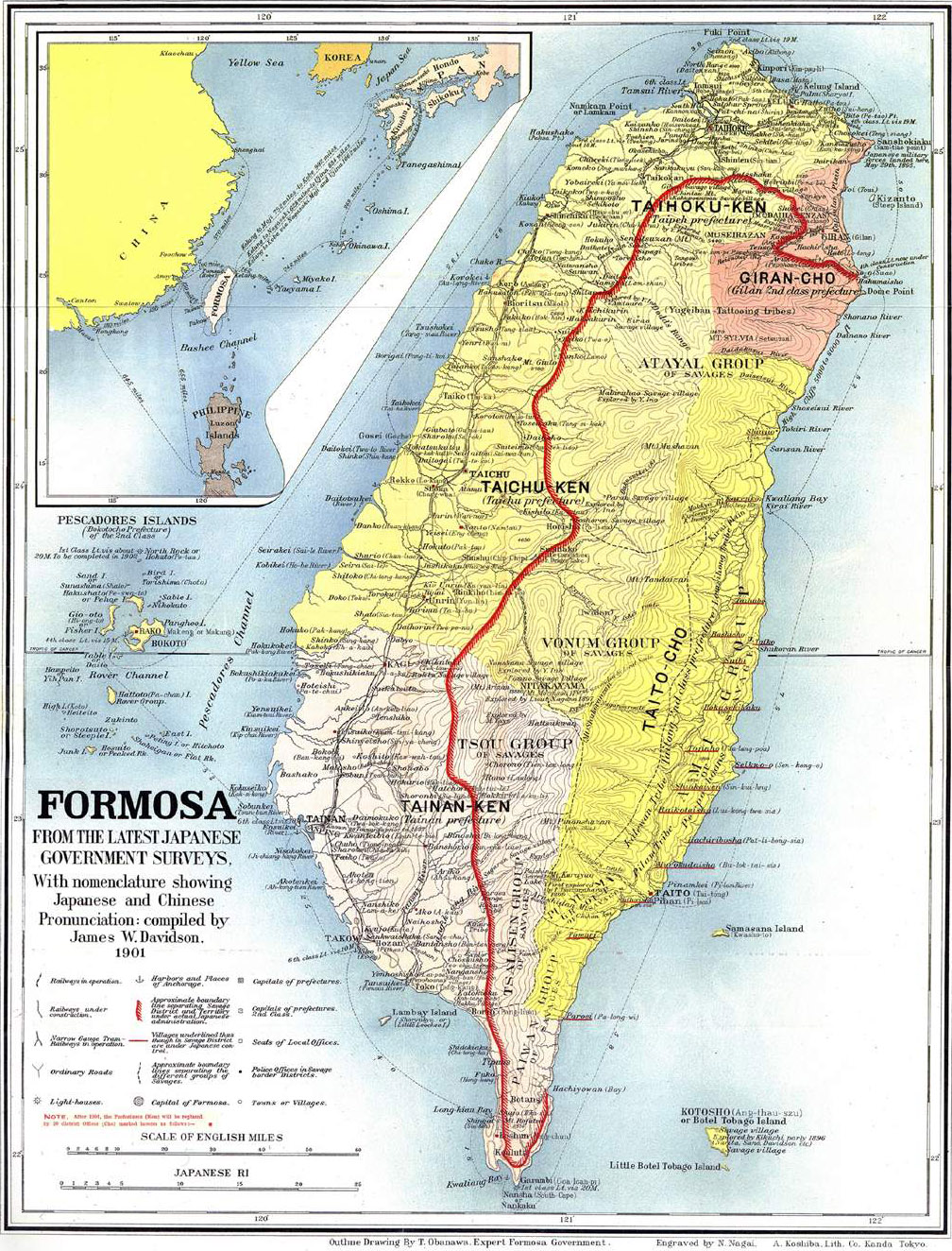
Formosa en 1901, con el área Tsou denotada en inglés: Tsou group of savages (grupo de salvajes Tsou, en castellano)

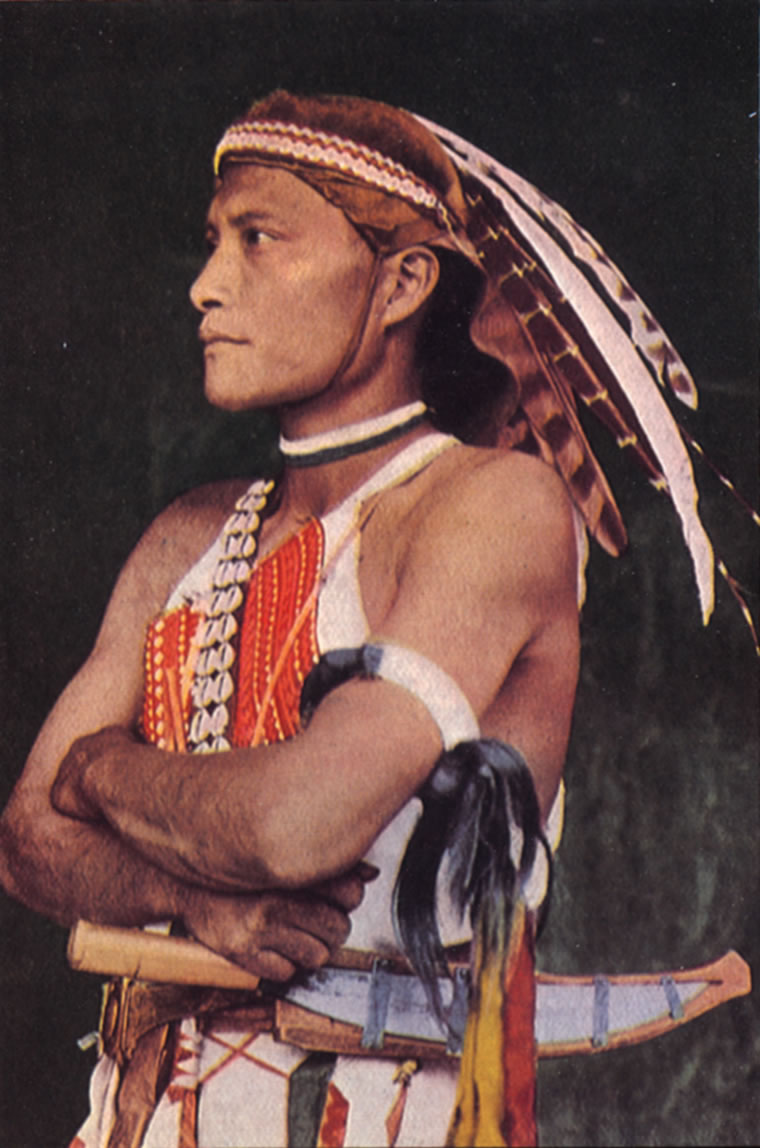
Yapasuyongu Voyuana, un Tsou de Tfuya, circa 1935.

La tribu tsou (Tsou: Cou; chino: 鄒; pinyin: Zōu; Wade – Giles: Tsou) es una de las catorce tribus aborígenes del centro sur de la República de China.  Étnicamente los tsou son austronesios. Se concentran en dos áreas nativas en Formosa: el condado de Nantou y el condado de Chiayi. Al inicio del milenio, sumaban 6,169 individuos, lo que les hacía la séptima más populosa tribu de Taiwán. La mitad se dedicaban al agro.

## Historia
El área de Alishan contiene restos arqueológicos algunos de los cuales podrían ser Tsou. Las ricas historias orales de los Tsou describen ciertas migraciones de los ancestros de cada antiguo clan en el área entre Yushan y la llanura de Chianan. Originalmente, cada clan tenía su propio asentamiento. De acuerdo a las historias orales, el primer pueblo intertribal, Tfuya, fue fundado alrededor del año 1600.
La primera noticia escrita de los Tsou data de la Formosa holandesa, que indica que Tfuya contaba con 300 habitantes en 1647. Otro grupo formosano de origen Bunun llamado Takopulan, que en algún momento habría sido asimilado por los Tsou, vivía en la misma área. Su asentamiento más grande tenía 450 personas en 1647.
Durante su ocupación, los japoneses censaron cuatro grupos Tsou en Alishan: Tfuya, Tapangᵾ, Imucu y Luhtu.

## Mitología y tradiciones
De acuerdo a las tradiciones orales de los Tsou, ellos fueron creados por Ninewu, quien les hizo multiplicarse y les enseñó a trabajar y cómo comportarse.
El festival de la guerra de los Tsou se denomina Mayasvi, y es para varones solamente. Es tabú que mujeres participen y solamente pueden entrar a la Kuba, la casa del Consejo tribal, después de haber finalizado el festival, que dura dos días.  Se azota a los niños de una cierta edad, como rito de fin de la infancia.